# Wahl zur Nationalversammlung in der Türkei 1961
- CHP: 173
- YTP: 65
- AP: 158
- CKMP: 54

Die Wahl zur Nationalversammlung in der Türkei 1961 fand gemeinsam mit der Wahl zum Senat der Republik am 15. Oktober 1961 statt. Es waren die ersten allgemeinen Wahlen nach dem Militärputsch von 1960 und seit Inkrafttreten der neuen Verfassung.
Es wurden 447 männliche und drei weibliche Abgeordnete durch das Volk gewählt. Dies ist ein Frauenanteil von 0,67 % und macht den niedrigsten Prozentsatz des republikanischen Parlaments in Bezug auf die Beteiligung von Frauen aus.
Man konnte aus einer Auswahl von vier Parteien und einigen Unabhängigen wählen.

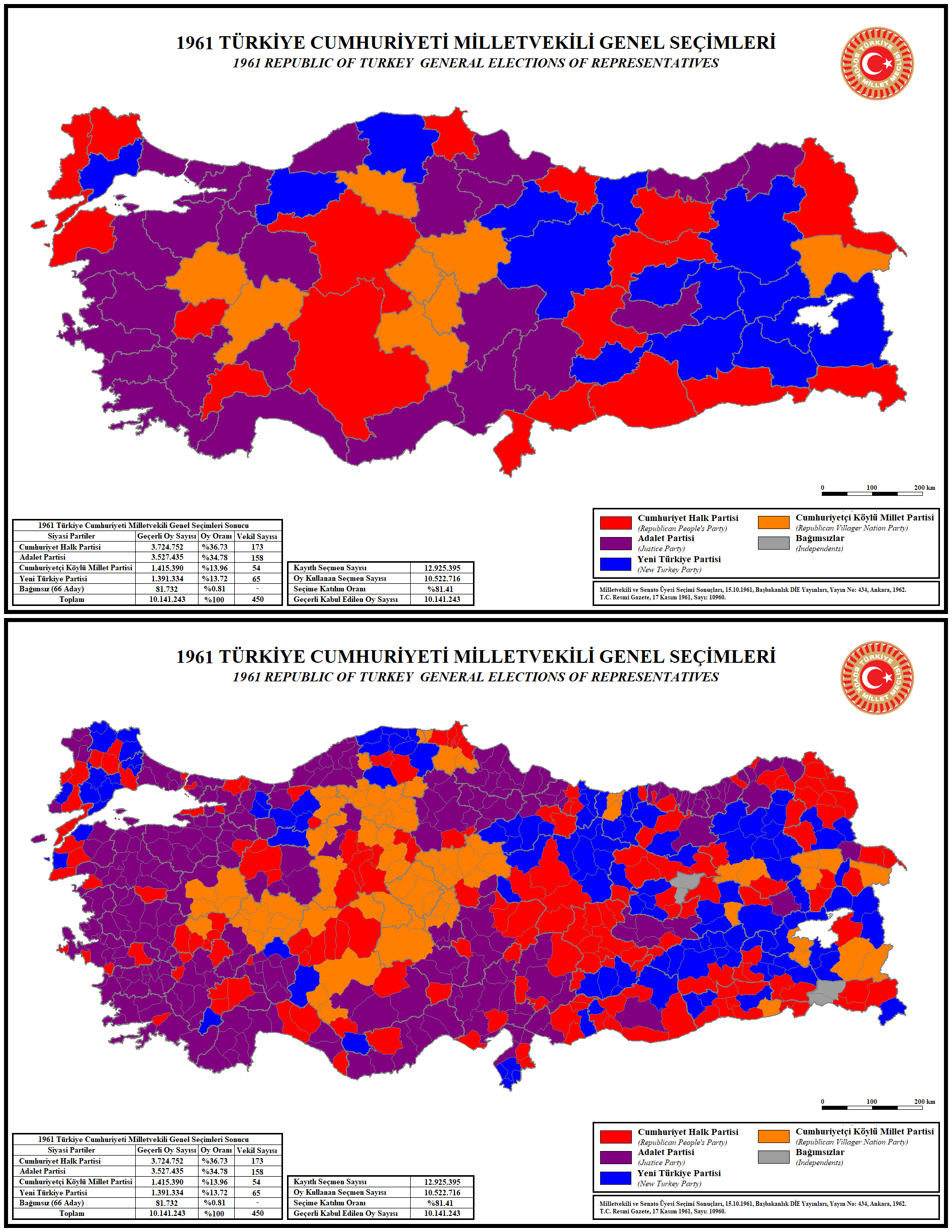

## Ergebnisse
| Partei                                           | Partei                                      | Stimmen    | Stimmen | Sitze |
| Partei                                           | Partei                                      | Anzahl     | %       | Sitze |
| ------------------------------------------------ | ------------------------------------------- | ---------- | ------- | ----- |
|                                                  | Republikanische Volkspartei (CHP)           | 3.724.752  | 36,74   | 173   |
|                                                  | Gerechtigkeitspartei (AP)                   | 3.527.435  | 34,79   | 158   |
|                                                  | Republikanische Bauern-Nationspartei (CKMP) | 1.415.390  | 13,96   | 54    |
|                                                  | Partei der Neuen Türkei (YTP)               | 1.391.934  | 13,73   | 65    |
|                                                  | Unabhängige                                 | 81.732     | 0,81    | 0     |
| Gesamt                                           | Gesamt                                      | 10.138.035 | 100,00  | 450   |
| Gültige Stimmen                                  | Gültige Stimmen                             | 10.138.035 | 96,34   |       |
| Ungültige Stimmen                                | Ungültige Stimmen                           | 384.681    | 3,66    |       |
| Wahlbeteiligung                                  | Wahlbeteiligung                             | 10.522.716 | 81,41   |       |
| Nichtwähler                                      | Nichtwähler                                 | 2.402.679  | 18,59   |       |
| Registrierte Wähler                              | Registrierte Wähler                         | 12.925.395 |         |       |
| Quelle: Türkisches Statistisches Institut (TÜİK) |                                             |            |         |       |